# Singarva
Singarva là một thị trấn thống kê (census town) của quận Ahmadabad thuộc bang Gujarat, Ấn Độ.

## Nhân khẩu
Theo điều tra dân số năm 2001 của Ấn Độ, Singarva có dân số 9884 người. Phái nam chiếm 52% tổng số dân và phái nữ chiếm 48%. Singarva có tỷ lệ 59% biết đọc biết viết, thấp hơn tỷ lệ trung bình toàn quốc là 59,5%: tỷ lệ cho phái nam là 69%, và tỷ lệ cho phái nữ là 49%. Tại Singarva, 16% dân số nhỏ hơn 6 tuổi.